# Туннели смерти
«Туннели смерти» (англ. 1968 Tunnel Rats; иногда просто англ. Tunnel Rats) — военный фильм Уве Болла. В отличие от его предыдущих работ, этот фильм основан на истории деятельности «тоннельных крыс», участвовавших в войне во Вьетнаме.
На предпросмотре картины Болл заявил, что у фильма не было сценария, а все диалоги актёры импровизировали. Также 15 мая 2009 года вышла игра Tunnel Rats, издателем которой является Replay Studios.
За режиссёрскую работу в этом фильме Уве Болл удостоился антипремии «Золотая малина» в соответствующей номинации в 2009 году.

## Сюжет
Группа американских солдат прибывает в базовый лагерь в джунглях во Вьетнаме. Солдаты проводят первый день и ночь, знакомясь друг с другом. На следующее утро они начинают исследовать подземную сеть тоннелей Вьетконга. В тоннелях солдаты обнаруживают мины-ловушки и вьетнамских партизан. Тем временем на поверхности Вьетконг атакует базу американцев.

## В ролях
- Майкл Паре
- Нэйт Паркер
- Джейн Ли
- Джеффри Кристофер Тодд
- Рокки Маркетте
- Брендон Фоббс
- Скотт Купер
- Джон Уайнн

## Критика и отзывы
Фильм получил смешанные отзывы. «Преувеличенная и неправдоподобная история „туннельных крыс“, показывающая совершенно нереальную картину их службы» (Гордон Роттман, военный историк и ветеран Вьетнамской войны). Джеффри М. Андерсон из «Combustible Celluloid» дал фильму три звезды из четырёх и написал: "Если бы Болл сделал этот фильм в 1986 году, он мог бы получить Оскар. Билл Гиброн из Filmcritic.com дал фильму 3,5 звёзд из 5 , назвав его «очень хорошим».
Но несмотря на смешанные отзывы, Уве Болл получил Золотую малину в звание худшего режиссёра за данный фильм, которую он также получил за фильмы «Во имя короля: История осады подземелья» и «Постал».

## Игра
Уве Болл также представил одноименную игру по мотивам своего собственного фильма. Игра была разработана Replay Studios с использованием механизма воспроизведения, и была выпущена в Steam 15 мая 2009 года.

## Интересные факты
- На начальных титрах звучит песня «In the Year 2525 (Exordium and Terminus)»[7], написанная американским поп-рок дуэтом Zager and Evans. Ставшая американским хитом 1969 г., она первоначально была выпущена в 1968 году, который в качестве отсылки указан в названии фильма. Песня представляет собой апокалиптический прогноз на будущее и предрекает неминуемую деградацию человеческой цивилизации.